# 551년

## 연호
- 남량(南梁) 대보(大寶) 2년 / 천정(天正) 원년
- 북제(北齊) 천보(天保) 2년
- 서위(西魏) 대통(大統) 17년
- 신라(新羅) 개국(開國) 원년

## 기년
- 남량(南梁) 간문제(簡文帝) 2년 / 전폐제(前廢帝) 원년
- 북제(北齊) 문선제(文宣帝) 2년
- 서위(西魏) 경문제(景文帝) 17년
- 신라(新羅) 진흥왕(眞興王) 12년
- 고구려(高句麗) 양원왕(陽原王) 7년
- 백제(百濟) 성왕(聖王) 29년

## 사건
- 백제의 성왕이 신라와 연대하여 고구려 세력을 몰아내고, 일시적으로 한강 유역을 수복.
- 단양적성비 세움